# Чемпіонат України з ралі 2008
Чемпіонат України з ралі 2008 відбувся в 6 етапів, які пройшли в шести містах України з квітня по листопад 2008 року. Планований 7-й етап — Ралі «Донбас» було відмінено на прохання його організаторів.
Особливістю чемпіонату 2008 року була участь значної кількості пілотів-іноземців (з Латвії, Фінляндії, Росії та Литви) у складі українських ралійних команд.

## Регламент чемпіонату
Чемпіонат України з ралі проводить Автомобільна Федерація України. Змагання проводяться і організуються згідно з вимогами Міжнародного спортивного кодексу ФІА, Національного спортивного кодексу ФАУ, Загального регламенту чемпіонату України з ралі та інших керівних документів.

## Календар чемпіонату
У таблиці подано строки проведення етапів чемпіонату України, офіційну назву ралі, місце проведення, і трьох переможців в абсолютному заліку.
Детальні результати по кожному етапі у розділі Дивись також
| Ралі                                   | Місця | Пілот Штурман                                           | Марки і Моделі           | Сумарний час |
| -------------------------------------- | ----- | ------------------------------------------------------- | ------------------------ | ------------ |
| Ралі Стара Фортеця 20-22 квітня 2008   | 1.    | Салюк Олександр (мол.) Україна Афтаназів Адріан Україна | Mitsubishi Lancer Evo ІХ | 01:13:04,8   |
| Ралі Стара Фортеця 20-22 квітня 2008   | 2.    | Протасов Юрій Україна Горбік Олександр Україна          | Mitsubishi Lancer Evo ІХ | 01:13:13,3   |
| Ралі Стара Фортеця 20-22 квітня 2008   | 3.    | Нейкшанс Андіс Латвія Дзіркалс Петеріс Латвія           | Mitsubishi Lancer Evo ІХ | 01:13:42,6   |
| Ралі Маріуполь 28-29 червня 2008       | 1.    | Протасов Юрій Україна Горбік Олександр Україна          | Subaru Impreza N14       | 01:15:54,5   |
| Ралі Маріуполь 28-29 червня 2008       | 2.    | Шаповалов Юрій Україна Несвіт Кирило Україна            | Mitsubishi Lancer Evo ІХ | 01:17:53,7   |
| Ралі Маріуполь 28-29 червня 2008       | 3.    | Чаповський Ігор Україна Герман Іван Україна             | Subaru Impreza N8        | 01:20:08,2   |
| Ралі Галіція 25-27 липня 2008          | 1.    | Протасов Юрій Україна Горбік Олександр Україна          | Mitsubishi Lancer Evo ІХ | 00:00:00,0   |
| Ралі Галіція 25-27 липня 2008          | 2.    | Шаповалов Юрій Україна Несвіт Кирило Україна            | Mitsubishi Lancer Evo ІХ | 00:00:00,0   |
| Ралі Галіція 25-27 липня 2008          | 3.    | Петренко Володимир Україна Яровенко Дмитро Україна      | Mitsubishi Lancer Evo ІХ | 00:00:00,0   |
| Ралі Ялта 12-14 вересня 2008           | 1.    | Протасов Юрій Україна Горбік Олександр Україна          | Mitsubishi Lancer Evo ІХ | 02:26:18,8   |
| Ралі Ялта 12-14 вересня 2008           | 2.    | Шаповалов Юрій Україна Несвіт Кирило Україна            | Mitsubishi Lancer Evo ІХ | 02:30:55,5   |
| Ралі Ялта 12-14 вересня 2008           | 3.    | Петренко Володимир Україна Яровенко Дмитро Україна      | Mitsubishi Lancer Evo ІХ | 02:32:18,7   |
| Ралі Чернівці-600 18-19 жовтня 2008    | 1.    | Салюк Олександр (мол.) Україна Афтаназів Адріан Україна | Mitsubishi Lancer Evo ІХ | 00:58:39,0   |
| Ралі Чернівці-600 18-19 жовтня 2008    | 2.    | Мазур Степан Україна Федів Надія Україна                | Mitsubishi Lancer Evo ІХ | 01:01:31,9   |
| Ралі Чернівці-600 18-19 жовтня 2008    | 3.    | Воробйовс Яніс Латвія Познкакс Рейніс Латвія            | Mitsubishi Lancer Evo ІХ | 01:01:35,3   |
| Ралі Чумацький Шлях 1-2 листопада 2008 | 1.    | Ален Тоні Антон Фінляндія Аланне Тімо Юхані Фінляндія   | Fiat Grande Punto S2000  | 01:21:48,7   |
| Ралі Чумацький Шлях 1-2 листопада 2008 | 2.    | Протасов Юрій Україна Горбік Олександр Україна          | Mitsubishi Lancer Evo ІХ | 01:23:11,5   |
| Ралі Чумацький Шлях 1-2 листопада 2008 | 3.    | Желудов Олександр Росія Коломейцева Ірина Україна       | Subaru Impreza N12       | 01:23:26,2   |

## Класифікація пілотів і команд. Результати
Змагання проводяться в абсолютному заліку (класи N4, А3, У2) та в таких класах:
- Клас N4 — автомобілі групи N з об'ємом двигуна до 3500 см³, що мають омологацію або термін омологації яких вичерпався;
- Клас А3 — автомобілі групи N або групи А (в тому числі групи А «кіт-кар» та групи А «Супер-1600») з об'ємом двигуна до 2000 см³, що мають омологацію або термін омологації яких вичерпався, а також автомобілі з об'ємом двигуна до 2000 см³, що сертифіковані ФАУ, автомобілі групи А з об'ємом двигуна до 1600 см³ що мають дійсну омологацію;
- Клас У2 — автомобілі ВАЗ 2108 та його модіфікації підготовленні згідно з омологацією А-5345, автомобілі класу N 1600 що мають омологацію або термін омологації яких вичерпався, а також автомобілі що відповідають вимогам класу «Україна-1400».

Після кожного змагання, включеного до заліку Чемпіонату встановлюється класифікація:
- екіпажів у абсолютному заліку та у кожному класі (за умови, що у класі допущено 5 і більше автомобілів);
- командного результату серед команд;
- додаткові класифікації (Кубки ФАУ та ін.)

### Система нарахування очок
Водіям за вибороні місця нараховуються очки згідно з таблицею:
| Вибороне місце | 1  | 2 | 3 | 4 | 5 | 6 | 7 | 8 |
| Кількість очок | 10 | 8 | 6 | 5 | 4 | 3 | 2 | 1 |

Звання Чемпіона України з ралі серед водіїв (других водіїв — штурманів) у абсолютному заліку або у класі та наступні місця визначаються за найбільшою сумою очок, набраних водіями у всіх змаганнях, включених до заліку Чемпіонату, які враховуються для заліку.
Водій може брати участь у всіх змаганнях, включених до заліку Чемпіонату, але враховуються для заліку тільки найкращі результати згідно з наступною шкалою:
| Проведено етапів (змагань) ЧУ | 1 | 2 | 3 | 4 | 5 | 6 | 7 |
| З них враховується найкращих  | 1 | 2 | 2 | 3 | 4 | 4 | 5 |

### Абсолютний залік
| Місце | Пілот Штурман                   | Місто     | Команда    | Авто   | Авто    | Набрано очок на етапах | Набрано очок на етапах | Набрано очок на етапах | Набрано очок на етапах | Набрано очок на етапах | Набрано очок на етапах | Разом |
| Місце | Пілот Штурман                   | Місто     | Команда    | Марка  | Модель  | 1                      | 2                      | 3                      | 4                      | 5                      | 6                      | Разом |
| ----- | ------------------------------- | --------- | ---------- | ------ | ------- | ---------------------- | ---------------------- | ---------------------- | ---------------------- | ---------------------- | ---------------------- | ----- |
| 1     | Протасов Юрій Горбік Олександр  | Київ      | ACE Racing | Субару | Імпреза | 8                      | 10                     | 10                     | 10                     | х                      | 8                      | 38    |
| 2     | Шаповалов Юрій Горбік Олександр | Кременчук | ACE Racing | Субару | Імпреза | 0/10                   | 8                      | 8                      | 8                      | н/з                    | 4                      | 28    |

### Клас N4
| Місце | Пілот Штурман                  | Місто | Команда    | Авто   | Авто    | Набрано очок на етапах | Набрано очок на етапах | Набрано очок на етапах | Набрано очок на етапах | Набрано очок на етапах | Набрано очок на етапах | Разом |
| Місце | Пілот Штурман                  | Місто | Команда    | Марка  | Модель  | 1                      | 2                      | 3                      | 4                      | 5                      | 6                      | Разом |
| ----- | ------------------------------ | ----- | ---------- | ------ | ------- | ---------------------- | ---------------------- | ---------------------- | ---------------------- | ---------------------- | ---------------------- | ----- |
| 1     | Протасов Юрій Горбік Олександр | Київ  | ACE Racing | Субару | Імпреза | 8                      | 10                     | 10                     | 10                     | х                      | 8                      | 38    |

### Клас A3
| Місце | Пілот Штурман               | Місто | Команда | Авто  | Авто   | Набрано очок на етапах | Набрано очок на етапах | Набрано очок на етапах | Набрано очок на етапах | Набрано очок на етапах | Набрано очок на етапах | Разом |
| Місце | Пілот Штурман               | Місто | Команда | Марка | Модель | 1                      | 2                      | 3                      | 4                      | 5                      | 6                      | Разом |
| ----- | --------------------------- | ----- | ------- | ----- | ------ | ---------------------- | ---------------------- | ---------------------- | ---------------------- | ---------------------- | ---------------------- | ----- |
| 1     | Кучер Руслан Франчук Наталя | Київ  |         | ВАЗ   | 2112   | 8                      | 10                     | 10                     | 10                     | х                      | 8                      | 38    |

### Клас У2
| Місце | Пілот Штурман                  | Місто     | Команда    | Авто  | Авто   | Набрано очок на етапах | Набрано очок на етапах | Набрано очок на етапах | Набрано очок на етапах | Набрано очок на етапах | Набрано очок на етапах | Разом |
| Місце | Пілот Штурман                  | Місто     | Команда    | Марка | Модель | 1                      | 2                      | 3                      | 4                      | 5                      | 6                      | Разом |
| ----- | ------------------------------ | --------- | ---------- | ----- | ------ | ---------------------- | ---------------------- | ---------------------- | ---------------------- | ---------------------- | ---------------------- | ----- |
| 1     | Соболєв Микола Кравцова Тетяна | Дружківка | ACE Racing | ВАЗ   | 2108   | н/з                    | н/з                    | 10                     | 6                      | 10                     | 10                     | 36    |

### Командний залік
Першість на кожному змаганні серед команд визначається за найбільшою кількістю очок, набраних двома і менше найкращими екіпажами. При цьому очки екіпажу у командному заліку визначаються як сума очок, нарахованих:
- за місце в абсолютному заліку згідно з таблицею:

| Вибороне екіпажем місце | 1  | 2   | 3 | 4   | 5 | 6   | 7 | 8   | 9 | 10  | 11 | 12  | 13 | 14  | 15 | 16  | 17 | 18  | 19 | 20  |
| Кількість очок          | 10 | 9,5 | 9 | 8,5 | 8 | 7,5 | 7 | 6,5 | 6 | 5,5 | 5  | 4,5 | 4  | 3,5 | 3  | 2,5 | 2  | 1,5 | 1  | 0,5 |

- та очок нарахованих за місце в класі (N4, A3 або У2) згідно з таблицею:

| Вибороне місце | 1  | 2 | 3 | 4 | 5 | 6 | 7 | 8 |
| Кількість очок | 10 | 8 | 6 | 5 | 4 | 3 | 2 | 1 |

| Місце | Команда            | Місто           | Набрано очок на етапах | Набрано очок на етапах | Набрано очок на етапах | Набрано очок на етапах | Набрано очок на етапах | Набрано очок на етапах | Разом |
| Місце | Команда            | Місто           | 1                      | 2                      | 3                      | 4                      | 5                      | 6                      | Разом |
| ----- | ------------------ | --------------- | ---------------------- | ---------------------- | ---------------------- | ---------------------- | ---------------------- | ---------------------- | ----- |
| 1     | Tsunami Rally Team | Одеса           | 16                     | 34,5                   | 17                     | 29,5                   | 31,5                   | 37                     | 165,5 |
| 2     | ACE Racing         | Київ            | 32,5                   | 20                     | 35                     | 35                     | 0                      | 19,5                   | 142   |
| 3     | Prime Rally Team   | Київ            | 33,5                   | 0                      | 0                      | 13,5                   | 33,5                   | 0                      | 80,5  |
| 4     | Evrokar Sport      | Київ            | 15,5                   | 0                      | -                      | 17                     | 22                     | 0                      | 54,5  |
| 5     | Elita sport        | Дніпропетровськ | 10                     | 0                      | -                      | -                      | -                      | -                      | 10    |
| 6     | Foxtrot Rally Team | Кременчук       | 5,5                    | -                      | -                      | -                      | -                      | -                      | 5,5   |